# Wyścig Portugalii WTCC 2015
Wyścig Portugalii WTCC 2015 – ósma runda World Touring Car Championship w sezonie 2015. Rozegrała się w dniach 10-12 lipca 2015 w miejscowości Vila Real na torze Circuito Internacional de Vila Real.

## Lista startowa
| Nr | Kierowca            | Zespół                          | Samochód                | Opony |
| -- | ------------------- | ------------------------------- | ----------------------- | ----- |
| 2  | Gabriele Tarquini   | Honda Racing Team JAS           | Honda Civic WTCC        | Y     |
| 3  | Tom Chilton         | ROAL Motorsport                 | Chevrolet RML Cruze TC1 | Y     |
| 4  | Tom Coronel         | ROAL Motorsport                 | Chevrolet RML Cruze TC1 | Y     |
| 5  | Norbert Michelisz   | Zengő Motorsport                | Honda Civic WTCC        | Y     |
| 7  | Hugo Valente        | Campos Racing                   | Chevrolet RML Cruze TC1 | Y     |
| 9  | Sébastien Loeb      | Citroën Total WTCC              | Citroën C-Elysée WTCC   | Y     |
| 10 | Nick Catsburg       | Lada Sport Rosneft              | Łada Vesta              | Y     |
| 11 | Grégoire Demoustier | Craft-Bamboo                    | Chevrolet RML Cruze TC1 | Y     |
| 12 | Robert Huff         | Lada Sport Rosneft              | Łada Vesta              | Y     |
| 18 | Tiago Monteiro      | Honda Racing Team JAS           | Honda Civic WTCC        | Y     |
| 25 | Mehdi Bennani       | Sébastien Loeb Racing           | Citroën C-Elysée WTCC   | Y     |
| 26 | Stefano D'Aste      | ALL–INKL.COM Münnich Motorsport | Chevrolet RML Cruze TC1 | Y     |
| 27 | John Filippi        | Campos Racing                   | Chevrolet RML Cruze TC1 | Y     |
| 29 | Néstor Girolami     | NIKA International              | Honda Civic WTCC        | Y     |
| 33 | Ma Qinghua          | Citroën Total WTCC              | Citroën C-Elysée WTCC   | Y     |
| 37 | José María López    | Citroën Total WTCC              | Citroën C-Elysée WTCC   | Y     |
| 46 | Jaap van Lagen      | Lada Sport Rosneft              | Łada Vesta              | Y     |
| 68 | Yvan Muller         | Citroën Total WTCC              | Citroën C-Elysée WTCC   | Y     |
| Nr | Kierowca            | Zespół                          | Samochód                | Opony |

## Wyniki

### I Sesja treningowa
| Nr | Kierowca    | Konstruktor        | Czas     | Okr. |
| -- | ----------- | ------------------ | -------- | ---- |
| 68 | Yvan Muller | Citroën Total WTCC | 2:00,749 | 9    |

### II Sesja treningowa
| Nr | Kierowca         | Konstruktor        | Czas     | Okr. |
| -- | ---------------- | ------------------ | -------- | ---- |
| 37 | José María López | Citroën Total WTCC | 2:00,155 | 9    |

### Kwalifikacje
Źródło: fiawtcc.com
| Poz. | Nr | Kierowca            | Konstruktor           | Q1       | Q2       | Q3       | Poz. s. |
| --- | --- | ------------------- | --------------------- | -------- | -------- | -------- | ------- |
| 1 | 37 | José María López    | Citroën Total WTCC    | 1:59,393 | 1:59,179 | 1:58,515 | 1       |
| 2 | 9 | Sébastien Loeb      | Citroën Total WTCC    | 1:59,860 | 1:59,455 | 1:59,090 | 2       |
| 3 | 7 | Hugo Valente        | Campos Racing         | 2:01,183 | 1:59,908 | 1:59,333 | 3       |
| 4 | 5 | Norbert Michelisz   | Zengő Motorsport      | 2:00,048 | 1:59,709 | 2:00,023 | 4       |
| 5 | 2 | Gabriele Tarquini   | Honda Racing Team JAS | 2:00,250 | 1:59,632 | -        | 5       |
| 6 | 18 | Tiago Monteiro      | Honda Racing Team JAS | 2:00,235 | 2:00,349 | -        | 6       |
| 7 | 10 | Nick Catsburg       | Lada Sport Rosneft    | 2:01,148 | 2:01,724 | -        | 12      |
| 8 | 46 | Jaap van Lagen      | Lada Sport Rosneft    | 2:00,956 | 2:02,187 | -        | 8       |
| 9 | 68 | Yvan Muller         | Citroën Total WTCC    | 2:00,548 | 2:39,871 | -        | 9       |
| 10 | 33 | Ma Qinghua          | Citroën Total WTCC    | 2:00,847 | 3:17,063 | -        | 10      |
| 11 | 25 | Mehdi Bennani       | Sébastien Loeb Racing | 2:00,485 | -        | -        | 11      |
| 12 | 19 | Néstor Girolami     | Nika International    | 2:00,600 | -        | -        | 12      |
| 13 | 12 | Robert Huff         | Lada Sport Rosneft    | 2:01,186 | -        | -        | 13      |
| 14 | 26 | Stefano D'Aste      | Münnich Motorsport    | 2:01,333 | -        | -        | 14      |
| 15 | 4 | Tom Coronel         | ROAL Motorsport       | 2:01,338 | -        | -        | 15      |
| 16 | 3 | Tom Chilton         | ROAL Motorsport       | 2:01,516 | -        | -        | 16      |
| 17 | 27 | John Filippi        | Campos Racing         | 2:04,538 | -        | -        | 17      |
| 18 | 11 | Grégoire Demoustier | Craft-Bamboo          | 2:05,128 | -        | -        | 18      |
| Poz. | Nr | Kierowca            | Konstruktor           | Q1       | Q2       | Q3       | Poz. s. |
| \| Legenda \| Legenda \| \| ------------------------ \| ---------------------------------------------------------------------------------------------------------------------------------------------------------------------------------------------------------------------------------------------------------------- \| \| Poz. Nr Q1 Q2 Q3 Poz. s. \| Pozycja zajęta w sesji kwalifikacyjnej Numer startowy kierowcy Wynik uzyskany w pierwszej części kwalifikacji Wynik uzyskany w drugiej części kwalifikacji Wynik uzyskany w trzeciej części kwalifikacji Pozycja startowa po uwzględnięniu kar, przesunięć, itp. \| | |                     |                       |          |          |          |         |
| Legenda | |                     |                       |          |          |          |         |
| Poz. Nr Q1 Q2 Q3 Poz. s. | Pozycja zajęta w sesji kwalifikacyjnej Numer startowy kierowcy Wynik uzyskany w pierwszej części kwalifikacji Wynik uzyskany w drugiej części kwalifikacji Wynik uzyskany w trzeciej części kwalifikacji Pozycja startowa po uwzględnięniu kar, przesunięć, itp. |                     |                       |          |          |          |         |

### Wyścig 1

#### Wyścig
Źródło: Wyprzedź Mnie!
| P                 | + / –     | Nr | Kierowca            | Konstruktor           | Okr. | Czas / Strata | Komentarz |
| ----------------- | --------- | -- | ------------------- | --------------------- | ---- | ------------- | --------- |
| 1                 | Bez zmian | 37 | José María López    | Citroën Total WTCC    | 13   | 26:23,906     |           |
| 2                 | Bez zmian | 9  | Sébastien Loeb      | Citroën Total WTCC    | 13   | +0:01,519     |           |
| 3                 | 1         | 5  | Norbert Michelisz   | Zengő Motorsport      | 13   | +0:05,391     |           |
| 4                 | 1         | 2  | Gabriele Tarquini   | Honda Racing Team JAS | 13   | +0:05,711     |           |
| 5                 | 1         | 18 | Tiago Monteiro      | Honda Racing Team JAS | 13   | +0:09,402     |           |
| 6                 | 4         | 33 | Ma Qinghua          | Citroën Total WTCC    | 13   | +0:12,807     |           |
| 7                 | 2         | 68 | Yvan Muller         | Citroën Total WTCC    | 13   | +0:21,126     |           |
| 8                 | Bez zmian | 46 | Jaap van Lagen      | Lada Sport Rosneft    | 13   | +0:22,324     |           |
| 9                 | 2         | 10 | Nick Catsburg       | Lada Sport Rosneft    | 13   | +0:27,636     |           |
| 10                | 3         | 12 | Robert Huff         | Lada Sport Rosneft    | 13   | +0:28,860     |           |
| 11                | Bez zmian | 25 | Mehdi Bennani       | Sébastien Loeb Racing | 13   | +0:29,395     |           |
| 12                | 3         | 4  | Tom Coronel         | ROAL Motorsport       | 13   | +0:29,853     |           |
| 13                | 1         | 26 | Stefano D'Aste      | Münnich Motorsport    | 13   | +0:34,158     |           |
| 14                | 2         | 3  | Tom Chilton         | ROAL Motorsport       | 13   | +0:47,443     |           |
| 15                | 2         | 27 | John Filippi        | Campos Racing         | 13   | +1:06,056     |           |
| 16                | 2         | 11 | Grégoire Demoustier | Craft-Bamboo          | 13   | +1:06,927     |           |
| Niesklasyfikowani |           |    |                     |                       |      |               |           |
|                   |           | 7  | Hugo Valente        | Campos Racing         | 0    |               |           |
| Zdyskwalifikowani |           |    |                     |                       |      |               |           |
|                   |           | 29 | Néstor Girolami     | Nika International    | 5    |               | [ 3 ]     |
| P                 | + / –     | Nr | Kierowca            | Konstruktor           | Okr. | Czas / Strata | Komentarz |

#### Najszybsze okrążenie
| Nr | Kierowca         | Konstruktor        | Czas     | Okr. |
| -- | ---------------- | ------------------ | -------- | ---- |
| 37 | José María López | Citroën Total WTCC | 2:00,873 | 2    |

#### Prowadzenie w wyścigu
| Nr                              | Kierowca         | Okrążenia | Suma |
| ------------------------------- | ---------------- | --------- | ---- |
| 37                              | José María López | 1-13      | 13   |
| \| Wykres \| \| ------ \| \| \| |                  |           |      |
| Wykres                          |                  |           |      |
|                                 |                  |           |      |

### Wyścig 2

#### Wyścig
Źródło: Wyprzedź Mnie!
| P                 | + / –     | Nr | Kierowca            | Konstruktor           | Okr. | Czas / Strata | Komentarz |
| ----------------- | --------- | -- | ------------------- | --------------------- | ---- | ------------- | --------- |
| 1                 | Bez zmian | 33 | Ma Qinghua          | Citroën Total WTCC    | 11   | 26:44,910     |           |
| 2                 | Bez zmian | 68 | Yvan Muller         | Citroën Total WTCC    | 11   | +0:05,573     |           |
| 3                 | 3         | 2  | Gabriele Tarquini   | Honda Racing Team JAS | 11   | +0:10,812     |           |
| 4                 | 3         | 5  | Norbert Michelisz   | Zengő Motorsport      | 11   | +0:11,982     |           |
| 5                 | 5         | 37 | José María López    | Citroën Total WTCC    | 11   | +0:12,423     |           |
| 6                 | 2         | 10 | Nick Catsburg       | Lada Sport Rosneft    | 11   | +0:15,177     |           |
| 7                 | 1         | 7  | Hugo Valente        | Campos Racing         | 11   | +0:15,639     |           |
| 8                 | 4         | 29 | Néstor Girolami     | Nika International    | 11   | +0:16,060     |           |
| 9                 | 4         | 12 | Robert Huff         | Lada Sport Rosneft    | 11   | +0:16,669     |           |
| 10                | 1         | 25 | Mehdi Bennani       | Sébastien Loeb Racing | 11   | +0:17,174     |           |
| 11                | 4         | 4  | Tom Coronel         | ROAL Motorsport       | 11   | +0:18,055     |           |
| 12                | 6         | 11 | Grégoire Demoustier | Craft-Bamboo          | 11   | +0:25,619     |           |
| 13                | 3         | 3  | Tom Chilton         | ROAL Motorsport       | 11   | +0:28,318     |           |
| 14                | 3         | 27 | John Filippi        | Campos Racing         | 11   | +0:31,126     |           |
| 15                | 6         | 9  | Sébastien Loeb      | Citroën Total WTCC    | 9    | +2 okr        |           |
| Niesklasyfikowani |           |    |                     |                       |      |               |           |
|                   |           | 26 | Stefano D'Aste      | Münnich Motorsport    | 1    |               |           |
|                   |           | 46 | Jaap van Lagen      | Lada Sport Rosneft    | 0    |               |           |
|                   |           | 18 | Tiago Monteiro      | Honda Racing Team JAS | 0    |               |           |
| P                 | + / –     | Nr | Kierowca            | Konstruktor           | Okr. | Czas / Strata | Komentarz |

#### Najszybsze okrążenie
| Nr | Kierowca   | Konstruktor        | Czas     | Okr. |
| -- | ---------- | ------------------ | -------- | ---- |
| 33 | Ma Qinghua | Citroën Total WTCC | 2:01,994 | 8    |

#### Prowadzenie w wyścigu
| Nr                              | Kierowca   | Okrążenia | Suma |
| ------------------------------- | ---------- | --------- | ---- |
| 33                              | Ma Qinghua | 1-11      | 11   |
| \| Wykres \| \| ------ \| \| \| |            |           |      |
| Wykres                          |            |           |      |
|                                 |            |           |      |